# Улрих IV фон Мач-Кирхберг
Улрих IV фон Мач (на немски: Ulrich IV von Matsch, Graf von Kirchberg; † пр. 28 септември 1402) е благородник от стария благороднически род Мач в Швейцария и Австрия, чрез женитбата си граф на Кирхберг. Той е ландесхауптман на Тирол (1361 – 1363), управител на Мариенберг, Кур, пфандхер на Вадуц и Грайенщайн.

## Произход
Той е син на фогт Улрих III фон Мач († 1366) и съпругата му Аделхайд фон Верденберг-Албек († пр. 1365), дъщеря на граф Хайнрих I фон Верденберг-Албек († 1332/1334) и графиня Агнес фон Вюртемберг (1293 – 1349). Внук е на управителя Улрих II фон Мач († 1309/1366) и съпругата му Маргарета фон Фац († сл. 1343), дъщеря ма Валтер V фон Фац († 1284) и графиня Лиукарда фон фон Кирхберг († 1326).
Фамилията са фогти на Мач в Граубюнден. По това време фамилията се нарича „фогт фон Мач“. Повечето от фамилията са „ландесхауптман“ на Тирол. Фамилията фон Мач изчезва през 1510 г.

## Фамилия
Улрих IV фон Мач се жени за графиня Агнес фон Кирхберг († пр. 12 март 1401/1407), наследничка на Кирхберг, дъщеря на граф Вилхелм I фон Кирхберг († 1366) и принцеса Агнес фон Тек († 1384), дъщеря на херцог Лудвиг III фон Тек († 1334) и графиня Маргарета фон Труендинген († 1348). Те имат децата:
- Улрих V фон Мач († между 27 май 1396 и 30 юли 1396), женен пр. 17 март 1405 г. за Кунигунда фон Монфор († сл. 1429), дъщеря на граф Хайнрих III (IV) фон Монфор-Тетнанг († 1408) и Клара фон Елербах († сл. 1384)
- Йохан II фон Мач-Кирхберг († 1397), граф, женен за Маргарета фон Рецюнс († сл. 1437)
- Агнес фон Мач († 1421/1422), омъжена I. за Рудолф V фон Монфор-Фелдкирх († 13 ноември 1390), II. 1393 г. за граф Херман II фон Тирщайн († 17 юни 1405)
- Конрад фон Мач († 1393?)
- Елизабет фон Мач († ок. 3 октомври 1446), омъжена 1391 г. за граф Фридрих VII фон Тогенбург († 30 април 1436)
- Улрих VI фон Мач-Кирхберг († между 22 януари 1443 и 10 януари 1444), граф на Мач и Кирхберг, женен сл. 1415 г. за Барбара фон Щаркенберг († 1425/1430)